# Mycomya manteri
Mycomya manteri är en tvåvingeart som beskrevs av Coher 1950. Mycomya manteri ingår i släktet Mycomya och familjen svampmyggor. Inga underarter finns listade i Catalogue of Life.